# Tales of Symphonia: Dawn of the New World
Tales of Symphonia: Dawn of the New World, conhecido no Japão como Tales of Symphonia: Knight of Ratatosk (テイルズ オブ シンフォニア -ラタトスクの騎士- Teiruzu obu Shinfonia-Ratatosuku no Kishi-?), é um jogo de RPG de video game desenvolvido pela Namco Tales Studios e publicado pela Namco Bandai para o Nintendo Wii. Foi lançado no Japão em 26 de junho de 2008. É um spin-off de Tales of Symphonia do GameCube e PlayStation 2.

## Jogabilidade
Diferente do mapa de campo totalmente explorável dos outros jogos da série Tales, um sistema de point-an-click é utilizado com o Wii Remote para navegar pelo mundo. O visual do mapa é similar ao dos outros jogos da série. O ponteiro do Wii Remote ainda é utilizado para minigames, além de ser o cursor do Sorcerer's Ring.

### Sistema de Batalha
Nos combates de Tales of Symphonia: Dawn of the New World  o jogador pode se mover livremente pelo cenário de luta, podendo haver lutas com o número máximo de 4 jogadores. Diferente de Tales of Symphonia, pode-se unir ataques, no menu, o símbolo que é visto em baixo na direita diz o tipo de ataque que deve ser feito para que haja a combinação de ataques. O jogador pode realizar golpes especiais que modificam as características do terreno do jogo.

## História
O jogo é definido no mesmo mundo que o Tales of Symphonia, após o final do jogo. Tendo os dois mundos, Sylvarant e Tethe'alla, se fundido em um só. Depois que as duas terras se tornaram uma, os mapas passaram a se tornar inutilizáveis, o clima passou por drásticas mudanças: cidades desertas ficaram abandonadas, lagos congelados e vales secos. Todos esses problemas a deriva de um fator ignorado durante a unificação dos mundos: o espírito do antigo Kharlan Tree, Ratatosk, ainda existe em algum lugar, em sono no mundo do caos.
Para complicar os problemas, as tensões são crescentes entre os povos dos dois mundos. Os cidadãos da Tethe'alla menosprezam o povo de Sylvarant devido a sua inferioridade, e as pessoas de Sylvarant tem medo do poder do povo de Tethe'alla. Dois anos se passaram desde que os mundos foram fundidos, e os cidadãos de Sylvarant, chamado Vanguard, o qual pretende se rebelar contra o povo de Tethe'alla.
A cidade de Palmacosta, do povo Sylvarant, é atacada pelo novo exército. Inumeráveis vidas inocentes são perdidas e a cidade é consumida pelas chamas. Este evento vem a ser conhecido como a "Purga de Sangue", um massacre teria levado pelo mesmo motivo Lloyd Irving que ajudou a unir os dois mundos anos antes.
O jogo possui diversos finais alternativos: a conclusão do jogo é determinada pelas ações do jogador, tendo três possibilidades de fim no total.

### Personagens
Dawn of the New World se passa depois dos eventos de Tales of Symphonia. O protagonista é chamado Emil, e a maioria dos personagens do Symphonia original voltam: apenas Kratos, que é o narrador do jogo, não volta como um personagem jogavel.

## Elenco de dublagem
| Personagem             | Seiyū Japonês      | Dublador na versão em inglês |
| ---------------------- | ------------------ | ---------------------------- |
| Emil Castagnier        | Hiro Shimono       | N/A                          |
| Marta Lualdi           | Rie Kugimiya       | Laura Bailey                 |
| Richter Abend          | Kenji Hamada       | N/A                          |
| Tenebrae               | Hochu Otsuka       | N/A                          |
| Aqua                   | Yoko Honda         | N/A                          |
| Alice                  | Mami Kingetsu      | N/A                          |
| Decus                  | Akio Suyama        | N/A                          |
| Brute                  | Rintaro Nishi      | N/A                          |
| Hawk                   | Yuuji Kishi        | N/A                          |
| Magner                 | Chafurin           | N/A                          |
| Lloyd Irving           | Katsuyuki Konishi  | N/A                          |
| Colette Brunel         | Nana Mizuki        | N/A                          |
| Genis Sage             | Ai Orikasa         | N/A                          |
| Raine Sage             | Yumi Touma         | N/A                          |
| Zelos Wilder           | Masaya Onosaka     | N/A                          |
| Regal Bryant           | Akio Ohtsuka       | N/A                          |
| Sheena Fujibayashi     | Akemi Okamura      | N/A                          |
| Presea Combatir        | Houko Kuwashima    | N/A                          |
| Seles Wilder           | Hiromi Konno       | N/A                          |
| Yuan                   | Toshiyuki Morikawa | N/A                          |
| Kratos Aurion/Narrator | Fumihiko Tachiki   | N/A                          |

## Recepção
Notas dadas ao jogo por sites e revistas especializadas:
| Agregador    | Pontuação | Referências |
| ------------ | --------- | ----------- |
| Famitsu      | 31 de 40  | [ 5 ]       |
| IGN          | 6.7       | [ 6 ]       |
| Gametrailers | 7.9       | [ 7 ]       |